# Pyrinia rufinaria
Pyrinia rufinaria là một loài bướm đêm trong họ Geometridae.